# Paraipaba
Paraipaba é um município brasileiro do estado do Ceará. Sua população estimada no Censo em 2010 era de 30 048 habitantes. Em 2016, a população estimada foi de 32 256 habitantes.
Às margens do rio Curu, Paraipaba tem um dos maiores projetos irrigados do mundo, em que se cultivam uma ampla variedades de frutas, e notadamente o coco, principal cultura comercial do município. Paraipaba é sede da empresa Dikoko, notabilizando-se por ser a maior indústria produtora e exportadora de derivados de coco do estado do Ceará.
Paraipaba possui uma exuberância de aproximadamente 14 km de praia que se estendem a partir da foz do Rio Curu até a barra, formada pelas tranquilas águas da lagoa das Almécegas com a beleza sem igual das praias, dunas e lagoas existentes ao longo de toda costa.

## Distritos
Sede, Lagoinha, Camboas e Boa Vista.

## Clima
Tropical Atlântico com Pluviometria média de 1.290mm com chuvas concentradas de Janeiro a Maio e Temperatura Média de 28°C.

## Turismo
No mês de julho acontece a tradicional Regata de Lagoinha, onde atrai turistas de todo o mundo. No mês de outubro as pessoas comemoram a tradicional festa de Santa Rita de Cássia que é Padroeira de Paraipaba.

### Festejos de Santa Rita de Cássia
Todos os anos, entre os dias 22 de outubro e 1 novembro, ocorre os Festejos de Santa Rita de Cássia, santa das causas impossíveis. Reúne devotos vindos de diversas cidades e é vista por muitos como uma oportunidade para pagar promessas.

### Praia de Lagoinha

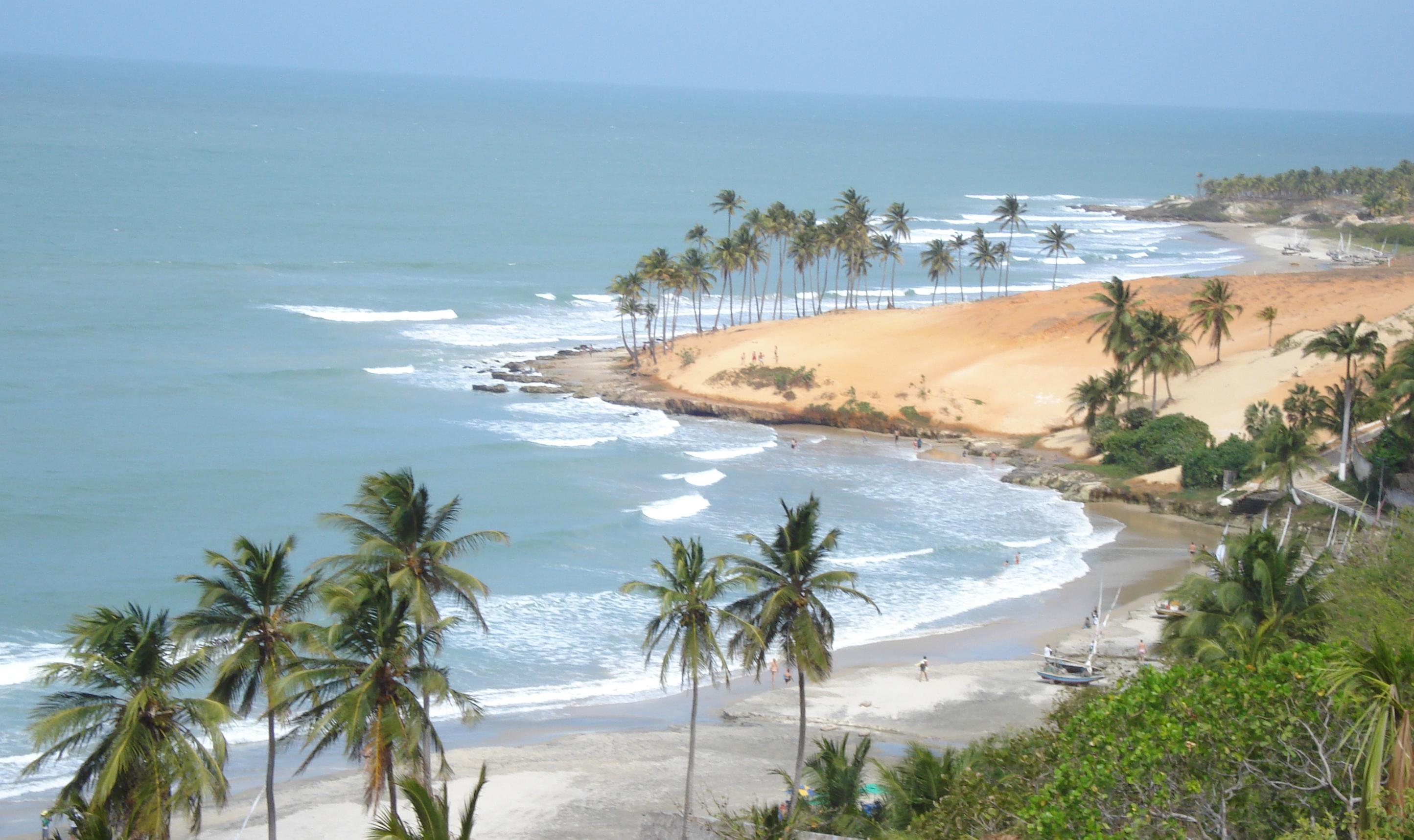
Vista da praia da lagoinha

À 11 km do município localiza-se a praia da Lagoinha, que é bastante conhecida por suas dunas e coqueirais. Paraipaba é a terra de gente bonita e hospitaleira, quem bebe de sua água jamais esquece.
Localizada a aproximadamente 120km da capital do Estado, a comunidade de Lagoinha tornou-se mundialmente conhecida e bastante visitada pela beleza de suas praias, dunas e falésias. Paisagem de rara beleza, conservando o primitivismo que a destacou como uma das mais belas do Brasil. Tem o formato de meia-lua, uma enseada de ondas fracas, cercada por dunas amarelas, arrecifes e coqueirais com bicas de água doce ao lado do Morro, um dos principais cartões postais do Ceará, onde está o porto das jangadas.
A praia de Lagoinha se destaca no turismo mundial como uma das mais belas do Brasil, sendo o maior atrativo turístico, com paisagem de rara beleza, formato de meia-lua, uma enseada de ondas fracas, cercada por dunas amarelas, arrecifes e coqueirais com bicas de água doce. Formada por um penhasco de cerca de 50 metros de altura, Lagoinha conserva ainda uma paisagem natural primitiva composta por dunas douradas e um vasto e verdejante coqueiral que vão ao encontro de um mar de águas calmas e de um verde deslumbrante. Encontrando-se a uma distância 120 km de Fortaleza e 92 km de Itapipoca, é assistida por um transporte de qualidade pelas cooperativas licitadas pelo governo do estado. A Coottrece(Fortaleza)e a Cooperita(Itapipoca)perfazem o trajeto em aproximadamente 2 horas. Na praia da Lagoinha, não faltam opções para se divertir e se apaixonar. Vale a pena conhecer a vegetação de mangue, os coqueiros, as formações rochosas, bem como contemplar os recifes que surgem quando a maré está baixa, os quais formam piscinas de água salgada próximas à praia
Para melhor aproveitar a viagem à Lagoinha, a indicação é fazer um delicioso e aventureiro passeio em um veículo conhecido como pau de arara. Logo fazer a travessia da lagoa em uma jangada e andar de buggy pela praia, tornam mais emocionante ainda a estadia numa das mais belas praias do país.

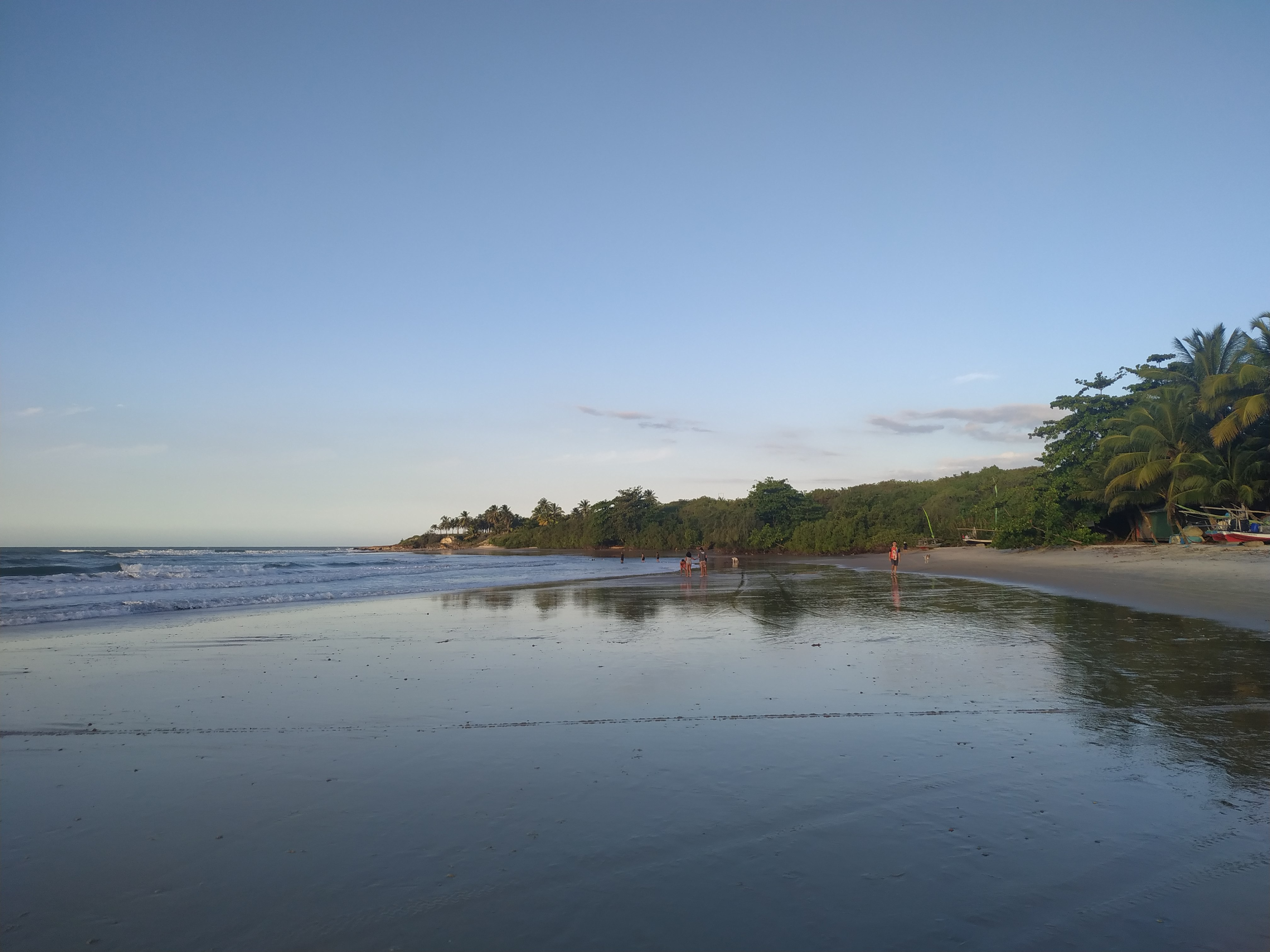
Praia da Lagoinha

Outra opção mais individual é alugar um quadriciclo e ir pela direção oeste, conhecer o morro do cascudo (onde a lenda diz ter um antigo navio pirata, encalhado sob as dunas), ir em direção à barra do jegue (lagoa de água escura, abastecida pela água da lagoa das almécegas, quando sua barragem sangra, e por diversos olhos d'água), onde há o encontro da água doce da barragem e salgada do mar.
Do lado leste, após a escadaria e o morro principal, encontramos a praia do porto velho, lugar menos frequentado que a praia principal de Lagoinha, sem barracas e sem serviço ao turista, mas com mar mais revolto. Após a praia do porto velho, encontramos lugares desertos, onde se pode curtir a praia mais à vontade, curtindo a plena natureza crua!
A belíssima praia da Lagoinha é uma área de proteção ambiental, com isso, objetiva-se a preservação do lugar e toda a sua natureza. 
Um dos passeios mais procurados é para a Lagoa das Almécegas, que conta com barcos que cruzam suas águas límpidas e claras. A parada final é diante das muitas barracas localizadas tanto na lagoa quanto na praia, que oferecem um bom serviço, com destaque para o famoso peixe frito e frutos do mar, além de uma deliciosa água de coco bem gelada.
O povoado fica no alto do morro e tem um mirante que permite uma vista panorâmica e magnífica da praia. Na vila de Lagoinha, o turista pode encontrar vários serviços de hospedagem, tanto à beira da praia como na vila, assim como vários restaurante com comidas típicas, principalmente pescado fresco.
Com uma população, composta em sua maioria por pequenos grupos de pescadores artesanais, ainda guarda a tranquilidade e a paz estampadas nas folhas verdes de seus coqueirais embalados pela brisa do mar, que à tardinha acalenta todos que a visitam. As dunas de Lagoinha são áreas de Proteção Ambiental com 523 ha. de pura beleza.

### Lagoa das Almécegas
Seguindo tranquilamente pela praia no sentido oeste, ou através de um passeio divertido no tradicional “pau de arara”, encontramos, a poucos quilômetros de Lagoinha, um novo atrativo natural. Águas escuras, belas dunas, morros e uma barragem que oferece um refrescante banho com direito a passeio de barco, caracterizam Lagoa da Almécegas. Os serviços à beira da lagoa são para todos os bolsos, tendo um lado mais simples, e atravessando a lagoa de passeio de barco, um mais requintado.

### Praia de Capim Açu ou Barra do Curu
A estrada indica o caminho certo para chegar à praia do Capim Açu, local que oferece uma visão exuberante da natureza. As lagoas, os manguezais, as dunas e o coqueiral formam os caminhos que aguçam a nossa imaginação, retratando o próprio paraíso. O descanso relaxante em suas tranquilas águas faz o visitante esquecer o tempo e apenas despertar com o magnífico pôr-do-sol. Deserta, com larga faixa de areia fofa e jangadas, próximo à Ponta Aguda, rochas extensas são a atração.

### Praia de Camboas
A 12 km da sede, praia situada na margem esquerda do Rio Curu, conjunto físico variado composto de dunas, coqueiros, águas, mangues e enseadas.